# اولیس داو
اولیس داو (انگلیسی: Ulysses Dove; ۱۷ ژانویهٔ ۱۹۴۷ – ۱۱ ژوئن ۱۹۹۶) طراح رقص اهل ایالات متحده آمریکا بود. وی همچنین برنده جوایزی همچون جوایز امی شده‌ است.
داو آموزش رقص خود را در آکادمی بوگز در جورجیا آغاز کرد. داو تحصیلات پیش پزشکی خود را در دانشگاه هوارد رها کرد تا به دانشگاه ویسکانسین منتقل شود و با زنیا چیلیسوا از باله کیروف به مطالعه رقص بپردازد. او سپس به کالج بنینگتون منتقل شد، جایی که در سال 1970 با لیسانس هنر در رشته رقص فارغ التحصیل شد. سپس به شهر نیویورک نقل مکان کرد و بورسیه تحصیلی به مدرسه مرس کانینگهام و همچنین موقعیتی در شرکت به او پیشنهاد شد. زمانی که در نیویورک بود برای مری آنتونی، پرل لنگ و آنا سوکولو اجرا کرد. آلوین آیلی در سال 1973 پس از دیدن اجرای داو در اتاق های سوکولو از داو خواست که به شرکت او بپیوندد.
داو به زودی رقصنده اصلی آلوین آیلی شد و به دلیل توانایی او در فرماندهی صحنه با قدرت بالا و اجرای دراماتیک مشهور شد. اولین رقص او در سال 1979 با قطعه "من ماه را می بینم ... و ماه مرا می بیند" بود. او سپس در سال بعد آلوین آیلی را ترک کرد و از سال 1980 تا 1983 دستیار کارگردان گروه رقص اپرا در پاریس شد. سپس داو به عنوان یک طراح رقص آزاد در شرکت هایی مانند باله ملی هلند، باله بازل کار کرد. 
رقص داو به دلیل سرعت، قدرت و اروتیسم مشهور است. برخی از معروف‌ترین آثار او عبارتند از سایه شب (1982)، خون بد (1984)، شام (1986) که در ابتدا در DCDC تنظیم شده بود، و قسمت ها (1987). فرشتگان سرخ (1994) برای باله شهر نیویورک ساخته شد و برای اولین بار در شهر نیویورک به نمایش درآمد. گرگ و میش که در 23 می 1994 با فرشتگان سرخ اجرا شد، آخرین ساخته داو بود.
داو در 11 ژوئن 1996 در سن 49 سالگی در بیمارستان سنت وینسنت در منهتن بر اثر بیماری مرتبط با ایدز درگذشت.